# سامسونگ اس‌جی‌اچ-دی۶۰۰
سامسونگ اس‌جی‌اچ-دی۶۰۰ یک‌نمونه از گوشی‌های تلفن همراه سری D شرکت سامسونگ می‌باشد که توسط همین شرکت به بازار عرضه شده‌است.